# Хулубешть (комуна)
Хулубешть, Хулубешті (рум. Hulubești) — комуна у повіті Димбовіца в Румунії. До складу комуни входять такі села (дані про населення за 2002 рік):
- Бутою-де-Жос (949 осіб)
- Бутою-де-Сус (800 осіб)
- Валя-Дадей (73 особи)
- Мегура (737 осіб)
- Хулубешть (906 осіб) — адміністративний центр комуни

Комуна розташована на відстані 80 км на північний захід від Бухареста, 18 км на південний захід від Тирговіште, 127 км на північний схід від Крайови, 94 км на південь від Брашова.

## Населення
За даними перепису населення 2002 року у комуні проживали 3465 осіб, усі — румуни. Усі жителі комуни рідною мовою назвали румунську.
Склад населення комуни за віросповіданням:
| Релігія       | Кількість осіб | Відсоток |
| ------------- | -------------- | -------- |
| православні   | 3420           | 98,7%    |
| п'ятдесятники | 31             | 0,9%     |
| бретрени      | 8              | 0,2%     |
| лютерани      | 6              | 0,2%     |